# Sciophila australis
Sciophila australis är en tvåvingeart som beskrevs av Philippi 1865. Sciophila australis ingår i släktet Sciophila och familjen svampmyggor. Inga underarter finns listade i Catalogue of Life.